# Bar-sur-Aube
Bar-sur-Aube település Franciaországban, Aube megyében. Lakosainak száma 4743 fő (2022. január 1.). Bar-sur-Aube Ailleville, Arrentières, Bayel, Couvignon, Fontaine, Proverville és Voigny községekkel határos.

## Népesség
A település népességének változása:
| Lakosok száma | 6008 | 6943 | 6707 | 5492 | 5080 | 4978 | 4902 | 4787 | 4774 | 4743 |
|               | 1968 | 1982 | 1990 | 2006 | 2013 | 2015 | 2017 | 2019 | 2020 | 2022 |